# Torpedowce typu Gondul
Torpedowce typu Gondul – szwedzkie torpedowce z końca XIX wieku. W 1894 roku w stoczni Örlogsvarvet w Karlskronie zbudowano dwa okręty tego typu. Torpedowce weszły w skład Svenska marinen w tym samym roku. W 1918 roku oba okręty zostały przeklasyfikowane na patrolowce, a z listy floty zostały skreślone w 1926 roku.

## Projekt i budowa
Torpedowce 1. klasy typu Gondul zbudowane zostały w krajowej stoczni Örlogsvarvet w Karlskronie . Nieznana jest data położenia stępek jednostek, a ich wodowanie odbyło się w 1894 roku.
| Okręt          | Stocznia     | Położenie stępki | Wodowanie | Wejście do służby | Los             |
| -------------- | ------------ | ---------------- | --------- | ----------------- | --------------- |
| „Gondul” (V21) | Örlogsvarvet | ?                | 1894      | 1894              | wycofane w 1926 |
| „Gudur” (V22)  | Örlogsvarvet | ?                | 1894      | 1894              | wycofane w 1926 |

## Dane taktyczno–techniczne
Okręty były torpedowcami o długości całkowitej 38,58 metra, szerokości całkowitej 4,25 metra i zanurzeniu 2,05 metra . Wyporność normalna wynosiła 69 ton, a pełna 86 ton . Napędzane były przez jedną pionową maszynę parową o mocy 850 KM, do której parę dostarczał jeden kocioł . Maksymalna prędkość napędzanych jedną śrubą jednostek wynosiła 19,5 węzła . Zapas zabieranego węgla wynosił 15 ton.
Uzbrojenie artyleryjskie jednostek składało się z dwóch pojedynczych działek kalibru 25 mm K/60 M84 L/57 . Okręty wyposażone były w dwie pojedyncze wyrzutnie torped kalibru 381 mm: jedną stałą na dziobie i obracalną na pokładzie .
Załoga pojedynczego okrętu składała się z 18 oficerów, podoficerów i marynarzy .

## Służba
Oba torpedowce typu Gondul („Gondul” i „Gudur”) zostały wcielone do służby w Svenska marinen w 1894 roku . W 1918 roku okręty zostały przeklasyfikowane na patrolowce, w związku z czym zdemontowano z nich wyrzutnie torpedowe . Jednostki utraciły wówczas nazwy i pływały pod oznaczeniem Vedettbåt n:r 21–22 . Okręty zostały wycofane ze służby w 1926 roku .